# Brendon Smith
Brendon Smith (ur. 4 lipca 2000) – australijski pływak specjalizujący się w stylu zmiennym.
Na igrzyskach olimpijskich w Tokio w 2021 roku w eliminacjach 400 m stylem zmiennym ustanowił nowy rekord Australii i Oceanii (4:09,27), a w finale tej konkurencji zdobył brązowy medal z czasem 4:10,38. Na dystansie dwukrotnie krótszym zajął 22. miejsce (1:58,57).